# Дембениця (гміна Длуґосьодло)
Дембениця (пол. Dębienica) — село в Польщі, у гміні Длуґосьодло Вишковського повіту Мазовецького воєводства.
Населення — 182 особи (2011).
У 1975-1998 роках село належало до Остроленцького воєводства.

## Демографія
Демографічна структура станом на 31 березня 2011 року:
|          | Загалом | Допрацездатний вік | Працездатний вік | Постпрацездатний вік |
| -------- | ------- | ------------------ | ---------------- | -------------------- |
| Чоловіки | 86      | 18                 | 55               | 13                   |
| Жінки    | 96      | 21                 | 42               | 33                   |
| Разом    | 182     | 39                 | 97               | 46                   |